# Scellus virago
Scellus virago är en tvåvingeart som beskrevs av Aldrich 1907. Scellus virago ingår i släktet Scellus och familjen styltflugor. Inga underarter finns listade i Catalogue of Life.